# Acumulările Rogoșești - Bucecea
Acumulările Rogoșești - Bucecea alcătuiesc o zonă protejată (arie de protecție specială avifaunistică - SPA) situată în nord-estul României, pe teritoriile județelor Botoșani și Suceava.

## Localizare
Aria naturală se întinde în extremitatea nord-vestică a județului Botoșani, pe teritoriile administrative ale comunelor: Mihăileni și Vârfu Câmpului și în cea estică a județului Suceava, pe teritoriile comunelor: Grămești, Hănțești și Zvoriștea și pe cel al orașului Siret.

## Înființare
Situl Acumulările Rogoșești - Bucecea a fost declarat arie de protecție specială avifaunistică prin Hotărârea  de Guvern nr. 971 din 5 octombrie 2011 (pentru modificarea și completarea Hotărârii Guvernului nr. 1.284/2007 privind declararea ariilor de protecție specială avifaunistică ca parte integrantă a rețelei ecologice europene Natura 2000 în România). Acesta se desfășoară pe o suprafață de 2.106 ha. pe ambele maluri ale râului Siret.

## Biodiversitate
Încadrată în ecoregiunea continentală aflată la contactul Câmpiei Moldovei (Câmpia Jijiei) cu Podișul Sucevei (Dealul Bour, Șaua Bucecii, Dealul Mare), aria protejată dispune de patru tipuri de habitate naturale: Ape dulci continentale (curgătoare și stătătoare), Culturi cerealiere extensive (inclusiv culturile de rotație cu dezmiriștire), Mlaștini, smârcuri și turbării și Pajiști ameliorate; ce asigură condiții prielnice de odihnă, hrănire și cuibărire pentru păsări acvatice în perioada migrației.
La baza desemnării sitului se află mai multe specii avifaunistice aflate pe lista roșie a IUCN și protejate la nivel european prin Directiva 79/409/CEE din 2 aprilie 1979 (privind conservarea păsărilor sălbatice); astfel: gârliță mare (Anser albifrons), rață fluierătoare (Anas penelope), rață pestriță (Anas strepera), rață mică (Anas crecca), rață mare (Anas platyrhynchos), rață sulițar (Anas acuta), rață cârâitoare (Anas querquedula), rață cu cap castaniu (Aythya ferina), rață moțată (Aythya fuligula), rață scufundătoare (Aythya marila), rață roșie (Aythya nyroca), buhai de baltă (Botaurus stellaris), prundașul gulerat mic (Charadrius dubius), chirighiță neagră (Chlidonias niger), chirighiță-cu-obraz-alb (Chlidonias hybridus), barză albă (Ciconia ciconia), erete de stuf (Circus aeruginosus), erete vânăt (Circus cyaneus), lebădă cucuiată (Cygnus olor), egretă mare (Egretta alba), egretă mică (Egretta garzetta), lișiță (Fulica atra), cufundar polar (Gavia arctica), cufundar mic (Gavia stellata), codalb (Haliaeetus albicilla), piciorong (Himantopus himantopus), stârc pitic (Ixobrychus minutus), sfrâncioc roșiatic (Lanius collurio),  sfrânciocul cu frunte neagră (Lanius minor), pescăruș argintiu (Larus cachinnans), pescăruș mic (Larus minutus), pescăruș râzător (Larus ridibundus), sitarul de mal (Limosa limosa), ferestraș mic (Mergus albellus), cormoran mare (Phalacrocorax carbo), cormoran mic (Phalacrocorax pygmeus), bătăuș (Philomachus pugnax), ploier auriu (Pluvialis apricaria), chiră mică (Sterna albifrons), chiră de baltă (Sterna hirundo), fluierarul negru (Tringa erythropus), fluierarul cu picioare roșii (Tringa totanus), fluierarul de mlaștină (Tringa glareola), fluierarul de zăvoi (Tringa ochropus) și nagâțul (Vanellus vanellus).

## Căi de acces
- Drumul național DN29A, pe ruta: Suceava - Burdujeni - Adâncata - Călugăreni - Șerbănești - Zvoriștea[10]